# 2016年レッドブル・エアレース・ワールドシリーズ ブダペスト
座標: 北緯47度30分23秒 東経19度02分33秒 / 北緯47.50639度 東経19.04250度
2016年レッドブル・エアレース・ワールドシリーズ ブダペストでは、通算11シーズン目となるレッドブル・エアレース・ワールドシリーズの内、2016年7月16日・17日にハンガリーのブダペストで行われた2016年シーズン第4戦について述べる。会場は通算9回目となるドナウ川上。

## 概要
2014年のレース再開から成績が振るわないカービー・チャンブリス（アメリカ）は、シーズン開幕から3戦連続でポイントを獲得し、千葉戦では今シーズン初めて表彰台に乗るなど、復調の兆しを見せている。セーチェーニ鎖橋をくぐってのスタートはブダペスト戦の見どころの一つであるが、今回橋くぐりに初挑戦となるピーター・ポドランセック（スロベニア）とペトル・コプシュタイン（チェコ）の2名は、レース用のエアポートで橋と同じ高さにテープを張ったパイロンで練習に臨んだという。レース・ディレクターのジム・ディマッテオは、「ただ橋をくぐればいいだけではない、その後にいかに早くトラックに入るかが重要であり、その逆もまた然りである」と述べ、パイロットの2人は母国が近いこともあり、期待を込めるコメントを寄せた。初戦と第2戦で2位と1位になったものの、第3戦で8位と順位を落としたマティアス・ドルダラー（ドイツ）は、時差ぼけのないヨーロッパでのレースが続くことに期待を寄せ、ポール・ボノムも昨シーズンは第3戦で8位になったが、その他のレースは好調を維持して総合優勝を果たしたことを例に挙げ、自身が今シーズンのチャンピオンになると明確な目標をもって臨んでいる。昨シーズンをもって引退したハンガリーを代表するエアレーサーであるピーター・ベゼネイが、これまでの功績をたたえて表彰された。
予選前日の7月15日に行われた2度のフリー練習では、フアン・ベラルデ（スペイン）、チャンブリス、室屋義秀（日本）の3名が58秒を切る好タイムを記録した（室屋は1本目はオーバーGでDNF）が、季節外れの大雨の影響で7月16日に予定されていた予選は中止になった。2戦連続で予選が中止になったのは初めてのことである。雨の影響で水位が上がり、ブダペスト戦恒例の橋をくぐってのスタートも中止となった。レースの開始時間は順延が続き、16時30分にラウンド・オブ・8がスタートしたが、終了時刻が迫ったためファイナル4は中止となり、ドルダラーが今シーズン2度目の勝利を挙げた。チャンピオンシップポイントは規定に沿って75%に減少した上で加点された。チャレンジャークラスは予選・決勝ともに中止となった。
9月に行われた第6戦 ラウジッツで、チャレンジャークラスの試合が追加で代替開催された。

## マスタークラス

### ラウンド・オブ・14
| ヒート | 順位 | パイロット1              | タイム1   | タイム2   | パイロット2            | 順位 |
| ------ | ---- | ------------------------ | --------- | --------- | ---------------------- | ---- |
| 1      | 14   | フランソワ・ルボット     | DNF1      | 59.772    | ハンネス・アルヒ       | 3    |
| 2      | 1    | フアン・ベラルデ         | 59.492    | 59.647    | 室屋義秀               | 2    |
| 3      | 9    | ピート・マクロード       | 1:02.7782 | 1:00.8653 | ナイジェル・ラム       | 6    |
| 4      | 10   | マイケル・グーリアン     | 1:02.9344 | 1:00.480  | ニコラス・イワノフ     | 5    |
| 5      | 4    | マット・ホール           | 59.808    | DNF1      | マルティン・ソンカ     | 13   |
| 6      | 12   | ピーター・ポドランセック | 1:05.1933 | 1:01.1515 | カービー・チャンブリス | 7    |
| 7      | 11   | ペトル・コプシュタイン   | 1:05.0466 | 1:04.7637 | マティアス・ドルダラー | 8    |

| 凡例                     | 凡例 |
| ------------------------ | ---- |
| ラウンド・オブ・8進出    |      |
| ノックアウト（敗退）     |      |
| 敗者の中で最速（＝進出） |      |

- ^1 オーバーGによりDNF（Did Not Finish＝失格）[11]
- ^2 ゲート6・ゲート7で水平角度違反で+4秒のペナルティ[11]
- ^3 ゲート7で水平角度違反で+2秒のペナルティ[11]
- ^4 ゲート13で水平角度違反で+2秒のペナルティ[11]
- ^5 ゲート18で水平角度違反で+2秒のペナルティ[11]
- ^6 ゲート19で水平角度違反で+2秒のペナルティ[11]
- ^7 ゲート6で水平角度違反で+2秒のペナルティ、ゲート12で高度超過により+2秒のペナルティ[11]

### ラウンド・オブ・8
| ヒート | 順位 | パイロット1            | タイム1   | タイム2   | パイロット2      | 順位 |
| ------ | ---- | ---------------------- | --------- | --------- | ---------------- | ---- |
| 8      | 7    | ニコラス・イワノフ     | 1:02.5781 | 59.236    | マット・ホール   | 3    |
| 9      | 6    | ナイジェル・ラム       | 1:01.689  | 58.942    | ハンネス・アルヒ | 2    |
| 10     | 4    | カービー・チャンブリス | 59.456    | 1:01.3502 | 室屋義秀         | 5    |
| 11     | 1    | マティアス・ドルダラー | 58.653    | 1:03.1493 | フアン・ベラルデ | 8    |

| 凡例 | 凡例 |
| ---- | ---- |
| 勝者 |      |
| 敗者 |      |

- ^1 ゲート19で水平角度違反で+2秒のペナルティ[9]
- ^2 ゲート7で水平角度違反で+2秒のペナルティ[9]
- ^3 ゲート6・ゲート19で水平角度違反で+4秒のペナルティ[9]

### 最終結果
| 順 位 | パイロット               | ポイント |
| ----- | ------------------------ | -------- |
| 1     | マティアス・ドルダラー   | 11.25    |
| 2     | ハンネス・アルヒ         | 9.00     |
| 3     | マット・ホール           | 6.75     |
| 4     | カービー・チャンブリス   | 5.25     |
| 5     | 室屋義秀                 | 4.50     |
| 6     | ナイジェル・ラム         | 3.75     |
| 7     | ニコラス・イワノフ       | 3.00     |
| 8     | フアン・ベラルデ         | 2.25     |
| 9     | ピート・マクロード       | 1.50     |
| 10    | マイケル・グーリアン     | 0.75     |
| 11    | ペトル・コプシュタイン   | 0        |
| 12    | ピーター・ポドランセック | 0        |
| 13    | マルティン・ソンカ       | 0        |
| 14    | フランソワ・ルボット     | 0        |

## 第4戦終了後のランキング
| 順 位 | パイロット               | トー タル |
| ----- | ------------------------ | --------- |
| 1     | マティアス・ドルダラー   | 41.25     |
| 2     | ハンネス・アルヒ         | 26.00     |
| 3     | カービー・チャンブリス   | 25.25     |
| 4     | 室屋義秀                 | 22.50     |
| 5     | ニコラス・イワノフ       | 22.00     |
| 6     | ナイジェル・ラム         | 19.75     |
| 7     | マット・ホール           | 18.75     |
| 8     | マルティン・ソンカ       | 14.00     |
| 9     | ピート・マクロード       | 12.50     |
| 10    | フランソワ・ルボット     | 10.00     |
| 11    | フアン・ベラルデ         | 9.25      |
| 12    | マイケル・グーリアン     | 6.75      |
| 13    | ピーター・ポドランセック | 3.00      |
| 14    | ペトル・コプシュタイン   | 2.00      |

| 順 位 | パイロット             | トー タル |
| ----- | ---------------------- | --------- |
| 1     | ケヴィン・コールマン   | 24        |
| 2     | フロリアン・バーガー   | 16        |
| 3     | ダニエル・リファ       | 16        |
| 4     | クリスチャン・ボルトン | 14        |
| 5     | ルーク・チェピエラ     | 8         |
| 6     | ベン・マーフィ         | 6         |
| 7     | メラニー・アストル     | 4         |
| 8     | フランシス・バロス     | 2         |